# 美丽拟枣贝
美丽拟枣贝（学名：Notadusta hungerfordi），又名东海拟枣贝（学名：Erronea donghaiensis），是寶螺科背焦贝属的一種。寶螺科舊屬中腹足目，今屬新生腹足類高腹足類玉黍螺類支序。
本物種原被認為是寶貝亞科拟枣贝属的成員，但物種的分子分析認為本物種應該屬於同科的疹貝亞科卵宝贝族背焦贝属。

## 亞種
- Notadusta hungerfordi coucoumi (Schilder, 1964)
- Notadusta hungerfordi lovetha (Poppe, Tagaro & Buijse, 2005)
- Notadusta hungerfordi bealsi (Mock, 1996) (taxon inquirendum)

## 分佈
主要分布于中国大陆東中國海,台湾(东北, 台湾海峡),香港以及日本(房总半岛,四国,九州)和澳大利亚(昆士兰的莫顿角)。 常栖息在潮下带以及在水深100m细沙质的海底。该物种的模式产地在東中國海。